# 谢尔顿·库珀
谢尔顿·李·库珀博士是CBS推出的情景喜剧《生活大爆炸》中的一个主要角色，由吉姆·帕森斯饰演，他因为扮演这个角色在2010年获得艾美奖，2011年1月获得金球奖。在2017年推出的《生活大爆炸》衍生剧集《少年谢尔顿》中，美国童星伊恩·阿米蒂奇饰演少年时期的谢尔顿·库珀。
谢尔顿是来自加州理工学院的一位理论物理学家，和他的同事及最好的朋友伦纳德·霍夫斯塔特（约翰尼·盖尔克奇饰）合租一套公寓。他们住在佩妮（凯莉·库柯饰）的对门。谢尔顿因他超常的智力而显得与众不同。他十分精明又吹毛求疵，在生活中一定要按规律行事，缺乏对幽默、讽刺的理解，习惯于显摆他超常的智商（其他角色时不时会觉得这让人很不爽），并且完全没有幽默感。这些性格是谢尔顿大部分笑点的来源，也成为了数集的情节中心。这个角色被描述为剧中的一个突出角色。评论者和粉丝们已经推断出谢尔顿的个性有阿斯伯格综合征和强迫症的特征。

## 角色创作和饰演
谢尔顿这个角色的灵感来自于比尔·普拉迪认识的一位电脑程序员。他的名字是为了向演员和制片人谢尔顿·伦纳德和诺贝尔奖获得者利昂·库珀致敬。《生活大爆炸》的总制片人兼编剧查克·洛尔最初倾向于让约翰尼·盖尔克奇来扮演这个角色，但盖尔克奇觉得吉姆·帕森斯“更适合”谢尔顿这个角色。洛尔说过当吉姆帕森斯为这个角色试镜时，他出演的效果“出奇地好”，以至于洛尔“让他再来一遍以确定他不是只是运气好”。

## 人物塑造

### 早期生活
谢尔顿出生在德克萨斯州的加尔维斯顿。他和他的哥哥（小乔治）、双胞胎姐姐。（米茜）由父亲（乔治）和母亲（玛丽）抚养长大。玛丽是一位虔诚的福音派教徒，而她根据自己的信仰来抚养他，例如让他加入一个基督青年保龄球联盟以及教他如何祈祷。谢尔顿从小就是一个神童，他童年时很多非凡的成就都可以证明这一点：在他12岁时就想要一个钛制离心机用来分离放射性同位素，未能如愿后索性制造了一个没能正常工作的电脑断层扫描仪，结果灼伤了自己并且烧死了他姐姐的豚鼠“雪球”。[a]此外还有一个用来对付邻居孩童的所谓“声波死亡射线”，以及用米茜的玩具烤箱改装的一个高能量熔爐。根据他妈妈的说法，他十三岁的时候造了一台核反应堆，以便给整个城镇提供电力；然而一位政府官员告诉了在车库里存放黄饼是违法的，制止了他的行为。十四岁时他开始鼓捣激光（因此父母把他送去寄宿学校），攻读博士学位，并以“十四岁半”的年纪成为史蒂文森奖最年轻的获得者（这个纪录后来被从朝鲜叛逃的神童丹尼斯·金打破）。谢尔顿小时候曾受到过邻居小孩和同学们的嘲笑和欺负，按照他自己的说法是“我的智商让他们感受到威胁”，不过按照他母亲的说法则是“比别人聪明可以，但是不能到处（炫耀）当面指出来”。
谢尔顿在11岁结束五年级后直接进入了位于德克萨斯州奧斯汀的德州大学，并于14岁毕业，并以最优等的荣誉毕业。谢尔顿15岁时曾在德国海德堡学院做访问学者，拿到了他的第一个Ph.D，十六岁时在研究扭量理论。随后的四年里他在完成他的第二篇博士论文，而在剧集开始的时候，他已经从事他现在的工作三年半了。

### 个性
生活大爆炸的頭四集里表现出来的谢尔顿的性格特征與后面相比并不一致，包括用“正常”方式敲门，参加萨尔萨舞，喝啤酒，以及尝试去捐精。根据普拉迪的说话，这个角色“在大约五集之后开始逐步体现出了他独有的风格”。
虽然谢尔顿有很多奇怪的癖好，他仍然是一个极具逻辑性的人。他拥有高达187的智商和异常清晰的记忆，之后他又声称他的IQ无法通过普通测试进行精确测量。他有一个硕士学位和两个博士学位，然而根据“The Love Car Displacement”他获得的学位证书增加了，現在的描述是他擁有B.S., M.S., M.A., Ph.D.与Sc.D.。谢尔顿有着超乎常人的广泛知识。这表现在他对各种逸闻趣事的细节的了解（例如关于餐叉是如何被引进泰国的）。尽管谢尔顿极其聪明，但是EQ却不高（不会察言观色），以至于他不擅長應付社交活動
谢尔顿的财政状况似乎是两方面的混合。一方面他曾经谈到如果不是他无法独自承担房租，他宁愿一个人住；另一方面公寓里却到处是他藏钱的地方，他声称他想要的东西还没被发明出来所以这些钱他并不需要。他很高兴把这些钱借出去，伦纳德评价其为他的怪癖中为数不多的闪光点之一。他不理解为什么他的同事们不放弃更多的，这样他可以得到更多基金用于工作。但这并不妨碍他在自己的办公室里花钱添置零食和玩具却不给拉杰买一张椅子。
虽然谢尔顿很聪明，但他在大部分社交活动上都很无能。谢尔顿的怪癖、刻薄的语言以及他高度理智和僵化的遵守逻辑性的性格经常和他的几个朋友（特别是佩妮）争吵。他不仅经常理解不了伦纳德说的最简单的幽默和讽刺，还经常对佩妮在失恋后的伤痛感到困惑不已不过，近来谢尔顿开始逐渐理解讽刺的概念，并在第二季中尝试着向佩妮使用（不过失败了），而在第三季中终于能够成功地对他的朋友使用。谢尔顿有时会使用俚语，不过大多数情况是失败的。他的新口头禅是“Bazinga”。另外，他也不完全确定如何拥抱，并且尽一切可能避免人体接触。尽管有自恋倾向，谢尔顿似乎在某种程度上清楚自己并不擅长社交，特别是他不太理解讽刺这一点。他提到在佩妮向他喊过之后他把他每天的对话都录了下来。当伦纳德问他为什么这样做时，他建议伦纳德帮他检查下他的录音，“看看有没有说错的地方。”谢尔顿同时也是一个非常难以共事的人。第三季第一集，谢尔顿发现其他人给他的实验捣乱，然后知道这是因为他太难相处了。他同样发现他的朋友们考虑过要杀了他，甚至已经有了一个计划。当伦纳德突然想到一个可以解决物理问题的实际方法时，谢尔顿马上试图取得掌控权。当伦纳德很清楚地告诉他自己是负责人的时候，谢尔顿继续骚扰其他人，最终导致自己被开除。当他问伦纳德为什么这样做时，伦纳德回答：“不存在和你共事的可能。”这一集的最后他们应佩妮的要求把他带了回来了，但接下来就是他和佩妮一起研究关于女鞋的苹果应用，暗示他又一次被开除了。
谢尔顿也有孩子气的方面。比如，尽管他自身并未意识到，他有时必须满足自己的意愿。例如对加州理工大学物理碗比赛参赛队伍的命名（“行军蚁”）或者决定坐火车而不是搭乘客机（他是一个铁路迷）去旧金山参加一个会议，以得到诺贝尔奖得主乔治·斯穆特的首肯。在他生病的时候，谢尔顿需要他的母亲（或佩妮）来照顾他，包括为他唱《Soft Kitty》，并帮他在胸口抹药膏。他说话从不能被打断，无法忍受他所不知道的事物，无法保守秘密，见不得争论或吵架。任何上述情况的发生都会让他很受打击并且嘴唇抽搐。谢尔顿一直对他的朋友们宣称自己没有驾照，需要搭朋友的车，而且认为以他的智商没有必要去学开车。但在和Howard一起发射火箭模型一集中，对Howard说自己偷偷考了驾照，不过由于喜欢支配朋友开车带着他而一直隐瞒。之后对Howard说现在他们正行驶在一条笔直且前后没有车辆行驶的道路上，想要尝试第一次驾车。但由于谢尔顿太过于兴奋，严重超速，以至于被交警拦截，要求其出示驾驶证。随后谢尔顿告诉交警不需要把驾照还给他了，也就没再开过车了。谢尔顿在和佩妮的另一次争吵中，佩妮得到他母亲的电话号码后表现出了他孩子气的另一个特征。谢尔顿的母亲打电话给他，并且告诉他（暗示，剧集中只表现了谢尔顿这边的对话）停止和佩妮争吵。在这通电话后他马上向佩妮道了歉，尽管时候他表现得很不情愿。
与他的朋友一样，谢尔顿有着科学天赋，并且是漫画、电子游戏和科幻小说的爱好者。他十分喜欢《太空堡垒卡拉狄加》、《神秘博士》、《星际之门》、《星际旅行》、《星球大战》和《萤火虫》，但是不喜欢《巴比伦5号》。他尤其喜爱《星际旅行》系列，是斯波克的粉丝。佩妮曾经送给他斯波克的原扮演者伦纳德·尼莫伊用过的餐巾作为圣诞礼物。这让他难以自持，因为他拥有了他的偶像的DNA。然而，伦纳德·尼莫伊和斯坦·李都申请了针对谢尔顿的限制令。他也因为发现与自己相似的特质而极度崇拜过《星际旅行：下一代》中的人物卫斯理·克拉希尔，但因为扮演者威尔·惠顿意外地没有出席1995年在密西西比州杰克逊市举行的的星际旅行大会，于是谢尔顿发誓要在一场集换式卡牌游戏比赛中打败他来报仇（惠顿假称他是因为他祖母去世所以没有出席大会；这一战术成功地使谢尔顿出于同情故意输掉了比赛，却发现这个故事只是个诡计），后来在一场保龄球比赛中，威尔·惠顿挑拨佩妮和伦纳德分手，让身为谢尔顿队里最好保龄球手的佩妮哭泣着离去，这加剧了谢尔顿对惠顿的敌视。另一个他十分喜欢的角色是蝙蝠侠。在每个星期三他喜欢玩《光环》，而在周末喜欢与朋友一起玩彩弹射击。与伦纳德不同，谢尔顿以他的天赋为荣，并且并不为羞于承认他的古怪爱好（如克林贡语填字游戏）。
除了少数情况，谢尔顿因为对母亲发过誓所以不会摄入任何药物，包括酒精和咖啡因。在一次颁奖会上喝了两杯酒就醉了，在他的受奖演说中表现得非常令人尴尬，最后朝在场所有人露出了屁股。而少量的咖啡则会使他非常活跃而无法工作。此外，服用安定药也会影响他的行为。
谢尔顿经常穿有超级英雄特别DC系统的超级英雄标志的复古风T恤，包括闪电侠，超人，水行侠和绿灯侠的标志。他通常穿一件长袖T袖配方格花纹的裤子。谢尔顿又高又瘦（与他的矮个子同事们形成对比），因而佩妮说他像一只螳螂，而拉杰把星球大战里的C-3PO形容为“闪闪发光的谢尔顿”。
谢尔顿对食物很讲究，而且有非常特别的要求。伦纳德在“爱因斯坦近似”这一集里用这个嘲笑了他。

### 职业
谢尔顿是一位理论物理学家，并获得了一个理学硕士、一个文學碩士、一个哲学博士和一个理学博士学位。谢尔顿在加州理工学院进行弦理论的研究。贯穿剧情的发展，谢尔顿的研究方向从玻色子弦理论转到了混合弦，并使用弦-网凝聚来解决黑洞信息佯谬。
他与拉杰一起在研究暗物质湮灭中的伽马射线在弦论中的含义，并且为此提出了一个方法来优化500GeV粒子检测器。谢尔顿和伦纳德共同撰写了一篇关于超固体论文，并在一个关于玻色–爱因斯坦凝聚的实验物理学年会上做了报告。他经常在闲聊中谈起他的想法和理论，使伦纳德感到厌烦。
和伦纳德一样，谢尔顿在客厅里有一块关于科学理论的白板。上面通常写着量子力学中的虚粒子内容，以及一系列黎曼ζ函数。
有一次，他沉溺于解决一个物理问题，为此模仿阿尔伯特·爱因斯坦的成功范例去进行类似的一些卑微的工作以清理他的思考过程。让佩妮非常不爽的是，他所做的其中一个卑微的工作是在她工作的芝士蛋糕工厂作侍应生，即便他并不是正式员工。

### 阿斯伯格综合征
谢尔顿身上有一些特质让人联想到患有“泛自闭症障碍综合症”的人，比如不擅长社交，缺乏移情能力，强迫性人格障碍，以及许多其他让他成为这个剧集里最古怪奇特的人的特征。
已经表现出来的特征包括：
- 强迫性人格障碍。谢尔顿表现出对惯例的偏执的坚持，比如在每周固定的某一天做同样的休闲活动，每天早上同样的时间上廁所，特定的日子里吃同样的食物，无法忍受食材顺序的改变，固定在周六晚上洗衣服，或者敲门的时候敲特定的次数（通常为3次）并且用特定的频率重复他想找的人的名字。类似的，他也总是要坐在沙发上特定的位置。如果有人坐在那里就会非常不讲理，每次看电影前也会花时间在影院里怪叫（或者用玩具木琴发出声响）来寻找听觉最佳点。
- 自恋型人格障碍的普遍特征是对自我价值感的夸大，对他人赞赏的需求，缺乏移情能力。谢尔顿不停地指出他相对于朋友们的优越性，特别是智商。
- 洁癖。谢尔顿总是在担心别人触碰他的食物，总是在洗手，而且每天洗澡两次。 [47]
- 疑病症。他非常害怕生病。他害怕佩妮携带有流感病毒然后传染给他。[22]另外一次，他想要伦纳德的女朋友史蒂芬妮·巴內特医生给他做全套医学检查，来找出他耳鸣的原因。[53]
- 无法撒谎。当谢尔顿想要编一个谎言时，他所有的努力都没有效果。他从来无法让自己的谎言比较可信。[54]类似地，别人也无法放心地把一个秘密告诉他，因为他会出现因为紧张导致的面部抽搐的情况。[55]
- 无法在陌生的地方就座。在他的公寓里，他拒绝坐在除沙发上他标出的他的点以外的任何地方，他将这个点视为“在这个不断变化中的宇宙不变的一点”，甚至超越了他对自己母亲的爱。[56]他经常因为佩妮和其他人坐在自己的点上而批评他们。甚至是对这个点的一点小破坏都足以让他烦躁。不过他可以适应一些不那么满意的情况，只要他有机会测试并发现坐垫的密度合适并且不分散。[57]
- 不允许别人呆在他的卧室。佩妮有一次半夜进入他的卧室让他很困扰。[58]另一次，他很犹豫地让佩妮进入他的卧室，在桌子里拿取钥匙以便取得隨身碟。过程中他一直提醒佩妮这个不是永久性的通行权/地役权，只是一次性的许可。[59]
- 怯场。虽然谢尔顿和小团体说话完全没有问题，但他不能和大到足够踩死他（标准是36名成人或者70名儿童）的人群说话，否则他的恐慌症会发作。

如果某人违反了他所限定的一些情况，他同样会“封杀”他，最多三次，随后这位不幸的人就不得不做出一个选择，是对谢尔顿道歉还是听他的“课程”。对于前述的这许多特点，谢尔顿的朋友们常评价为“愚蠢”或者“疯狂”，即便谢尔顿声明过他的亲生母亲带他去测试过他是否疯狂。
除了他奇怪的行为，谢尔顿时不时也会表现得像个普通人。当佩妮缺钱时，谢尔顿从自己的积蓄里借给她一笔非常多的钱，却并不在意佩妮是否能及时把钱还上。伦纳德将这个形容为“为数不多让你不想杀他的特点”。同样地，当谢尔顿意外地把自己的公寓钥匙忘记在房间里而把自己锁在大门外时，佩妮让他借宿时，虽然不停地吵吵，他还是真诚地对佩妮表达了谢意。当佩妮送谢尔顿聖誕礼物时，他因为不知道礼物是什么进而无法确定怎样回礼而非常焦虑。他买了好几个洗浴用品礼品篮（为了能够选择与她的礼品价值符合的），结果却发现佩妮送给他人的是斯波克的原扮演者伦纳德·尼莫伊亲笔签名（同时也擦过嘴并带有他的DNA）的餐巾。这使得他决定把所有的篮子都送给佩妮并且给了她一个拥抱（也是谢尔顿第一次表现出身体亲昵行为）。
几位观众注意到谢尔顿的行为体现出了阿斯伯格综合征的特点。编剧们声明他们没有将阿斯伯格综合征作为这个角色的基础，只是将这些行为认为是“谢尔顿式”的。本剧的合作制片人比尔·普拉迪说：“我们只是简简单单地创作出这个角色而已。很多人在他身上看到了各种各样的特质并建立联系。我们觉得既然谢尔顿的妈妈都没有拿到一个完整的诊断，那么我们也不会有。”在一次采访中，吉姆·帕森斯对编剧的观点表示同意，同时还加入了自己的观点，认为谢尔顿的表现“非常接近”阿斯伯格综合征。帕森斯阅读过约翰·埃尔达·罗比逊的关于他身为一个阿斯伯格综合征患者的回忆录《Look Me in the Eye》，并说“书里我所读到的大部分都很接近谢尔顿”。但是他同时也说“谢尔顿的大脑非常专注于高智力话题，导致观众在观看的时候很容易就会有认定他具有自闭症的倾向。”

## 关系

### 家庭
谢尔顿的家庭与他形成了强烈的对比。他们既没有极高的智商，也不是科学家。
谢尔顿的父亲乔治在剧集开始前就已经过世，是一位有红脖子特征的刻板的德克萨斯人，包括对于橄榄球和飞碟射击的热爱。剧中提到他的父亲在他14岁时候过世，但是没有提到原因。谢尔顿回忆到他的父亲会强制他看美式足球，尽管谢尔顿对此项运动完全没有兴趣。然后他的父亲还会带他出去向他演示怎么“把球踢向一只浣熊，让它尿湿自己”。。
谢尔顿的母亲玛丽的宗教信仰经常与谢尔顿的科学工作形成鲜明的对比。尽管如此，这种贯穿整个抚养过程的影响还是足以让谢尔顿打保龄球时打出一个好球后会喊出“感谢你，耶稣！”玛丽的人物设定是一位非常好的母亲，在谢尔顿需要她的时候总是能帮助他。谢尔顿不止一次表现过对他母亲的爱，母亲也是唯一能让他无条件让步的人。伦纳德形容她是谢尔顿的“氪星石”。当谢尔顿和佩妮开始一场令人不快的持续几天的争吵后，伦纳德把玛丽的电话号码给了佩妮。当玛丽责骂谢尔顿后，他马上向佩妮道了歉。另外一次当谢尔顿和艾米·菲拉·福勒吵架，然后转而开始囤积宠物猫咪（取的都是参与“曼哈顿计划”的著名科学家的名字）时，伦纳德自己打电话给玛丽。她随后与艾米和谢尔顿见面并说她很高兴他们不再拍拖，这样她就不必自己花功夫强迫他们分手。谢尔顿并没有意识到这是他母亲在利用逆反心理达成让他们“放下分歧”的目的。
谢尔顿有一个异卵双生的双胞胎姐姐米茜。她高挑美貌有魅力，伦纳德、霍华德和拉杰都开始努力去约她。谢尔顿意识到米茜的卵细胞中有着造出像他这样的“基因突变奇才”的潜在可能，因此他声称他的朋友们都不适合米茜，米茜对此非常怨愤。谢尔顿还有一个哥哥小乔治，现为德州最大的轮胎销售商“轮胎医生”（Dr. Tire）的老板。他们两人小时候都欺负过谢尔顿，同时还被他们的母亲形容为“笨得可以”。
虽然谢尔顿对于其他人缺乏感情依赖，但他非常爱他的外婆。他叫她“Meemaw”，而她则叫他“Moon Pie”（小甜饼）。谢尔顿称他的外公为“Pop Pop”，并说外公是唯一支持他研究科学的人。
作为一个理论物理学家，谢尔顿表现出了对工程学的不屑一顾，称工程师是“杰出的半技工”、“科学小矮人”，称工程学是“跟在物理学后面的小弟弟”。在米茜形容他为“火箭科学家”时，他表现十分反感和愤怒，并声明如此还不如把他说成是金门大桥上的收费工。除此以外，他还嘲笑他朋友伦纳德的实验物理学工作简单而且不是原创。
工作上唯一能与谢尔顿在智力上势均力敌的是莱斯利·温克尔，对于她谢尔顿的态度是完全的轻视。事实上莱斯利觉得她自己的智力要超过谢尔顿，并且经常因此嘲笑他。

### 朋友
在本剧的一开始，谢尔顿关系最好的朋友是李奧纳德，霍华德·沃洛维兹和拉杰什·库珀帕里。住在对门的邻居佩妮很快也成为他的好朋友。伦纳德是谢尔顿最好的朋友，他们住在一起，即便刚开始是谢尔顿发的广告招的室友，后来却用各种条条框框去约束他，伦纳德现在已经习惯于忍受的这些了。在谢尔顿的所有朋友中，他只表现出非常少的形成新的社会关系的意愿，而且他似乎对于现在的朋友圈已经满意了。虽然谢尔顿常常给伦纳德负面评价，他还是很感谢伦纳德，并向他保证他不会孤独地离去。普拉迪说“事实上，不管怎么样，光是伦纳德将谢尔顿视为最好的朋友这一点就提醒我们谢尔顿潜在的人性。”
谢尔顿和伦纳德的母亲，贝弗莉·霍夫斯塔特博士（克里斯汀·芭伦斯基），形成了很紧密的关系。他们个性的相似程度让他们的关系到了一个谢尔顿之前和任何人都没有发展到的程度。在他们第一次见面后，他们一直通过电子邮件保持联系，分享信息和研究论文。贝芙莉到访并告诉伦纳德她和他父亲离婚那一次，佩妮带着她喝醉了。她在激情和酒精的作用下她吻了谢尔顿，但拒绝和他发生更亲密的身体接触。
谢尔顿自认为是“高级生命体”，基本上是用俯视的态度看待周边一切事物，在男女关系方面也没有表现出任何兴趣，以至于他的朋友都认为有丝分裂是他有繁殖可能的唯一途径。在第三季的最后一集，拉杰要挟谢尔顿去见他和霍华德在一个约会网站上找到的女人。谢尔顿刚开始并不相信，但随后就惊奇地发现这个女人（艾米·菲拉·福勒，由马伊姆·拜力克饰演）很大程度上正是一个女版的他（对拉杰和霍华德来说非常恐怖）。艾米答应她的母亲每年约会一次（这样好让她母亲不再提这个话题，以及偶尔用一下福尔曼无烟烤肉架）。几句对话后，他们两个就意识到他们的共同之处并开始约会。这段关系在第四季里得到了继续。第一集里，谢尔顿表示他们整个暑期都通过多种电子手段保持联系，他们也准备在不结婚和不性交的情况下要一个孩子。这种要孩子的方法被佩妮阻挠了，她威胁谢尔顿她要告诉他信基督教的母亲这个未婚生子的计划。虽然他们相处和谐且心有灵犀，谢尔顿经常指出他们之间并不是恋爱关系，关于艾米他说得最多的就是：“她是我的女性朋友，不是我的女朋友。”直到第五季，谢尔顿向艾米递交了一份31页的“恋爱协议”，两人正式开始恋爱关系。在第十季的结尾，谢尔顿向艾米求婚，并在第十一季第一集中，艾米同意了他的求婚。
谢尔顿在他的“着陆队”中同时只能应付几个朋友。谢尔顿有次把拉杰从他的朋友圈里踢出去以给巴里·克里普克腾出位置，原因却只是拉杰回答错了他问卷里的一个问题。除此以外他还是蛮喜欢拉杰的，因为他给这个小团体带来多样化的民族，而且他同样也喜欢猴子和火车。他给了拉杰一份在他监督下的工作来帮助他，并将他视为一个好朋友。
谢尔顿经常取笑霍华德没有博士学位并成为一名工程师，因为他认为工程师是“高级的半熟练劳工”及“科学的小矮人们”，并把工程学叫做“跟在物理学后面的小兄弟”。除此以外，他嘲笑他朋友伦纳德的实验物理学工作是非原创且简单的。在“波兹曼反应”这一集中，他把霍华德视为“一位难得的点头之交”，而不是像其他人一样的朋友。不过，他还是在工作上给予霍华德帮助，并且在霍华德被佩妮的朋友克里斯蒂分散注意力不能和他们共度“光晕”之夜时表现出了失落。他同样把霍华德视为小团队中“滑稽者”。在“道歉不足”这一集中，谢尔顿因为向FBI提供了不利于霍华德的细节，让他失去了一个非常急需的安全许可而惹怒了霍华德。直到谢尔顿给了霍华德他沙发上的专属座位，霍华德才向谢尔顿道歉。而谢尔顿在94秒后就要回了这个座位。霍华德在不关心他和谢尔顿是不是朋友和当谢尔顿轻视他时伤心两种状态之前摇摆。一次谢尔顿考虑把谁踢出自己的朋友圈子，然后批评霍华德没有博士学位，在重要的犹太节日里也不能玩电子游戏。霍华德似乎很高兴能够从与谢尔顿的关系中解脱出来，却发现谢尔顿接下来把惊讶的拉杰踢出了朋友圈子。后来，这个“难得的点头之交”的帽子让霍华德的脸色大变，就像是听见谢尔顿认为伦纳德，佩妮和拉杰是自己的朋友而他不是一样，让他非常不高兴。在“公交车长裤利用率”这一集中，谢尔顿同样有好几个场合挑霍华德的刺。比如，当伦纳德展示了根据他的点子做出来的的能解决不同方程（使用薛定谔方程或者傅立叶分析）的智能手机应用时，谢尔顿指出霍华德并不需要这么做，因为他只是个工程师。第二，当谢尔顿讲述了他的版本的佩妮喜欢和大家一起出来的原因的故事时，他把这个他们这个科学家小团体称为“一群天才和他们的朋友霍华德”，因此把他排除在外。当谢尔顿不满意伦纳德对团队的领导，要求换老大时，他说有必要“解除三个有能力的科学家的合作关系”，指的只有他自己，伦纳德和拉杰。此外，为了引诱拉杰和霍华德放弃伦纳德的计划并参与到他组织的竞争团队中来，谢尔顿提供给他们包括定制马克杯在内的东西。然而在拉杰的马克杯上写着“世界上最伟大的天体物理学家”，霍华德的只写着他的名字。谢尔顿解释说他打标签的时候输入了“世界上最伟大的工程师”，但却怎么也敲不下回车键。一个更微妙的例子是当谢尔顿因为固执被踢出团队后，他得知他们的计划名字叫“莱沃帕里”时，他问到“库萨纳德威茨”（霍华德的名字在最后面而不是在中间）是不是已经取过了。
虽然佩妮既不是科学家，也不能分享小团体里的很多乐趣（帕森斯形容这个角色和其他人是“两极对立”）)，而且在早期的剧集常常和谢尔顿吵架，但是由于一些两个人独处的时间，比如当佩妮在谢尔顿生病时关心他或者在谢尔顿的朋友们去拉斯维加斯，他忘记带钥匙被锁在门外时让他进门这样的情景，他们还是成为了好朋友。谢尔顿佩妮肩膀脱臼时照顾他，以此还了这个人情。在所有这些场景中，故事的结尾都是他们中的一个人唱“软软猫”。这首歌是谢尔顿的妈妈以前在他生病的时候唱给他听的。另一方面，谢尔顿和佩妮经常触动彼此的神经：谢尔顿经常提及佩妮受教育程度有多低，有多不整洁，佩妮则喜欢坐在他的专属座位上来惹他，玩弄食物，他们也曾开始过一次无意义的战争（佩妮在谢尔顿的洗衣夜妨碍他洗衣服，谢尔顿则把她的衣服和内衣挂在窗外示众做为回应）。不过他们也能构成非常有效率的团队，比如计划伦纳德的生日或者发展佩妮的“佩妮小花”业务，一起唱水手之歌来动员其他人。他们最终很多时间在一起，成为好朋友，彼此帮助并且给对方建议（佩妮帮谢尔顿挑选了一套在颁奖典礼上穿的西服，以及帮助寻找斯坦·李的地址，因为他没能和其他人一样与李见面；谢尔顿教佩妮物理帮助她改善和伦纳德的关系），然后，在几个情景中，他们似乎有一种谢尔顿从来没有和其他人有过的亲密行为：他们感觉不好的时候都会关心对方；他们在拥抱后都患了流感，脾气古怪且暴躁的时候一起呆在公寓里；佩妮从自己的公寓向谢尔顿呼救的时候，他的反应有些神经质并且非常迅速；在一个亲密的私人时间里他们合唱“软软猫”；佩妮开了个玩笑后谢尔顿加了一个好笑的“逗你玩”，佩妮接着回复了一个温柔的“恩......”
谢尔顿承认佩妮是他的最亲密的朋友之一（和伦纳德、拉杰一样），与此同时他只将霍华德认为是一个“难得的点头之交”，虽然他认识霍华德的时间远长于佩妮。而且即使当佩妮和伦纳德分手后谢尔顿仍然认定她为朋友，计划和她吃饭。当霍华德向他指出这种行为不对，他不应该重色轻友时，他试图保守这个秘密。事实上虽然之前他已经被迫和男生们吃饱了，他还是为了这顿饭碰上了很多麻烦（把热狗肠藏在裤子里，却碰到一只很大很有攻击性的狗狗......）。 最终伦纳德和佩妮一起监护谢尔顿，带他去迪斯尼乐园和买鞋。
谢尔顿和佩妮之前的互动得到了评论家们的赞扬。IGN的詹姆士·钱柏林写着：“庫柯和帕森斯单独的表演是非常不错的，但当他们在一起的时候，就真的精彩夺目。”电视指南的马特·罗什说到谢尔顿和佩妮“在一起的剧集常常都是大爆炸最好的”。AV俱乐部的托德·旺德沃夫写到他们“有时是一对奇特而令人印象深刻的搭档，似乎整个剧集都是关于他们的”以及他们之间的化学反应“拥有最伟大的喜剧搭档之间的碰撞与节奏”。查克·洛尔说谢尔顿和佩妮已经“成为了非常自然的喜剧搭档”并且他们“放大了彼此的可爱之处”。
一些粉丝坚持认为谢尔顿和佩妮之间有浪漫关系。然而洛尔
否认了这种说法，他说到：“在创作一个为自己选择了一种独特生活方式的角色上我们已经碰到了很多麻烦，我找不到任何理由去改变它。”旺德沃夫同样反对这种说法并写道：“电视告诉我们，任何时候一个男人和一个女人处于一种有任何一点火花在其中的某种关系之中的话，他们最终无可避免地会上床，而且我认为这是那些S&P派们所希望的，但是生活大爆炸表现给我们的是那完全没有必要”。
谢尔顿没有表现出在他现在的朋友圈之外发展人际关系的兴趣——即便是恋爱关系也一样冷淡。除去这种冷淡，谢尔顿很奇怪的吸引了至少三位女性和一位男性（包括伦纳德的母亲）的兴趣——虽然其中三次，他最开始都忽视了他们的意图。在“库珀-诺维茨基定理”这一集中谢尔顿最终厌烦了研究生雷蒙娜·诺维茨基进入他的生活并阻止了他的业余活动。在雷蒙娜要求分享科学发现的成就时他最终把她赶出了公寓。佩妮有一次问过谢尔顿的“取向”，即是指他的性取向。伦纳德回答说“我们的假设是他没有取向”，然后霍华德表述了他的理论，认为谢尔顿通过有丝分裂进行繁殖。本剧的制片人查克·洛尔说过：“谢尔顿的奇妙与独特部分在于他选择不加入任何一种关系中去——异性恋，同性恋，双性恋，任何一种性关系。
根据几个评论家的说法，谢尔顿似乎是没有性倾向的。出演过《AV俱乐部》的诺尔·莫瑞说过“给谢尔顿一个女朋友，一个基友，哪怕是一个‘炮友’都会……完全不符合这个角色的特质”。出演过TV Squad的科纳·盖勒格这样写道“谢尔顿有个女朋友是个坏主意”。然而也有一些人反对这样的观点。《洛杉矶时报》的乔·魏斯曼写道“谢尔顿的真命天女能把他从他的壳里拽出来”。在一次采访中，帕森斯说过他认为这个角色最终会有一次浪漫的恋情。谢尔顿与伦纳德的母亲之间的关系也许是一个例证。

### 敌人
谢尔顿与他的两个合作者有竞争：巴里·克里普奇 (Barry Kripke) 和萊絲莉·溫克爾(Leslie Winkle)。莱斯利是一名光学物理学家，曾经是伦纳德的恋人。莱斯利和谢尔顿互相都认为对方智力低下，但是莱斯利更加机灵，在他们的交锋中常常获胜。她经常叫谢尔顿“傻冒”。在第一季和第二季，谢尔顿把她做为“死敌”。 但是到了第三季，谢尔顿在一场集换式卡牌游戏比赛里遭遇了威爾·惠頓, 他是《星際旅行：下一代》中衛斯理·克萊聖少尉的扮演者，曾是謝爾頓年幼時的偶像。当谢尔顿在这场比赛中被惠顿击败后（惠顿假称他是因为他祖母去世所以没有出席大会；这一战术这成功地使谢尔顿出于同情故意输掉了比赛，却发现这个故事只是个诡计），他对于惠顿的憎恶升级了，后来在一场保龄球比赛中，威尔·惠顿挑拨佩妮和伦纳德分手，让身为谢尔顿队里最好保龄球手的佩妮哭泣着离去，这更加加剧了谢尔顿对惠顿的憎恶。

## 评价
由吉姆·帕森斯饰演的谢尔顿·库珀赢得了很高的评价，并且被提到这是节目成功的主要原因。IGN的詹姆斯·张伯伦写道：“很难想象如果没有吉姆·帕森斯对谢尔顿的完美饰演，《生活大爆炸》会是什么样。”电视指南的马特·劳什表示“吉姆·帕森斯饰演的谢尔顿·库珀有着神来之笔。”
娱乐周刊的肯·塔克则写道“帕尔森在做着网络电视中罕见的事：让理性主义为人崇拜，甚至赞为英雄。”
2009年6月16日，吉姆·帕森斯因谢尔顿的饰演得到了艾美奖最佳喜剧男主角的提名。2009年8月，他以喜剧类最高个人成就赢得了电视评论协会大奖。他还同时被提名为全美民选奖的“最喜爱电视喜剧明星”和金卫星奖的最佳喜剧演员奖.
2010年8月29日，吉姆·帕森斯因谢尔顿的饰演得到了艾美奖最佳喜剧男主角。。
小行星246247（246247 Sheldoncooper）以谢尔顿·库珀命名。